# Randströmung
Randströmungen, auch Randströme, (engl. Boundary currents) sind großskalige Meeresströmungen, die an den Rändern der Ozeanbecken entlang der Küsten von Kontinenten verlaufen. Sie bilden einen wesentlichen Bestandteil der globalen ozeanischen Zirkulationssysteme und sind eng mit der Entstehung und Struktur von Ozeanwirbeln verbunden. Man unterscheidet zwischen westlichen Randströmungen (Western Boundary Currents, WBC) an der Westseite von Ozeanbecken (östlich der Kontinente) und östlichen Randströmungen (Eastern Boundary Currents, EBC) an deren Ostseite (westlich der Kontinente).

## Typen von Randströmungen

### Westliche Randströmungen
Diese Strömungen sind intensiv, schmal (ca. 100 km), tief (über 1000 m) und schnell, erreichen Geschwindigkeiten von 1–2, teilweise über 2 m/s. Sie transportieren warmes Wasser aus tropischen in gemäßigte Breiten. Bekannte Beispiele sind:
- der Golfstrom (Nordatlantik)
- der Kuroshio-Strom (Nordwestpazifik)
- der Agulhasstrom (Südwestindischer Ozean).

### Östliche Randströmungen
Diese Strömungen sind breit, flach und langsamer (0,1–0,3 m/s). Sie transportieren kaltes Wasser aus höheren Breiten Richtung Äquator, oft begleitet von Auftriebszonen, die nährstoffreiches Tiefenwasser an die Oberfläche bringen. Beispiele:
- der Kalifornienstrom
- der Kanarenstrom
- der Benguelastrom.

## Entstehung von Randströmungen

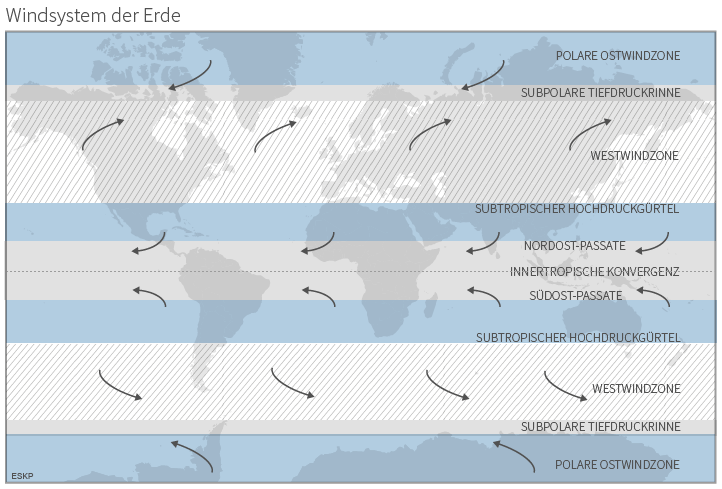
Die großräumigen Windfelder der Erde

Die Hauptantriebskraft für Randströmungen ist der Wind, insbesondere sind es die globalen Windgürtel wie Passat- und Westwinde. Die Passatwinde aus Nordost (auf der Nordhalbkugel) und die Westwinde (aus Südwest) – übertragen Energie auf die Meeresoberfläche und treiben das Wasser an. Allerdings funktioniert die Bewegung des Wassers durch Wind auf einem rotierenden Planeten anders, als man intuitiv erwarten würde – das erkannte Anfang des 20. Jahrhunderts der schwedische Ozeanograph Vagn Walfrid Ekman. Der Nettotransport des Oberflächenwassers durch Wind erfolgt nicht in Windrichtung, sondern 90° seitlich zur Windrichtung, und zwar nach rechts auf der Nordhalbkugel, nach links auf der Südhalbkugel. Das ist der sogenannte Ekman-Transport.

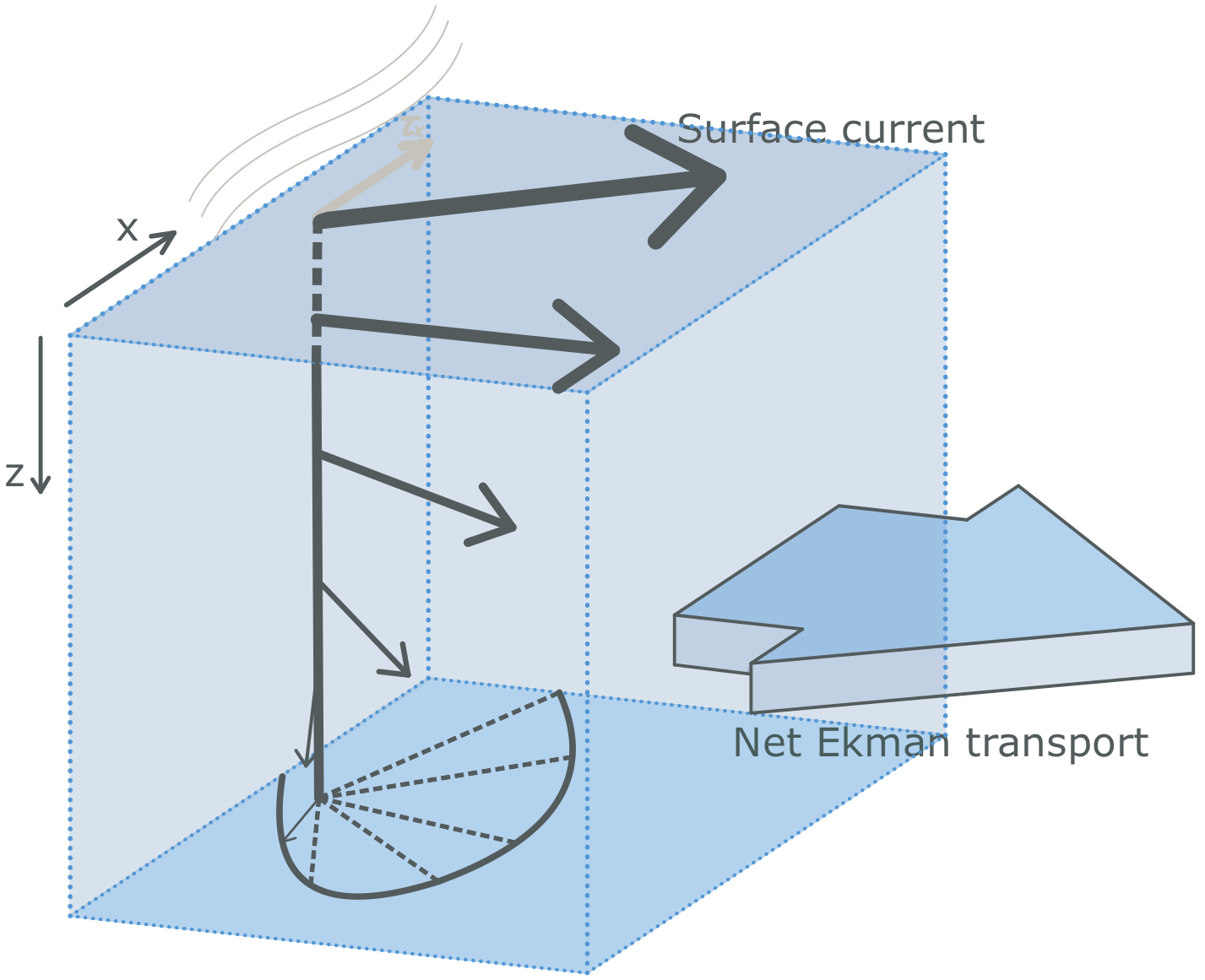
Skizze eines Ozeans mit der dargestellten Ekman-Spirale und dem Transport, der durch eine zonale Windspannung erzeugt wird.

Bezogen auf den Nordatlantik z. B. bedeutet das: Passatwinde (zwischen 0 und 30°N) wehen aus Nordost, der Ekman-Transport geht nach rechts, also nach Westen. Zwischen 30 und 60°N wehen Westwinde aus Südwest – Ekman-Transport erfolgt wieder nach rechts, diesmal nach Osten. Beide Windsysteme schieben also Wasser Richtung Mitte des Ozeans, wo es sich aufstaut – eine Aufwölbung (ein „Wasserberg“) entsteht. Dieses angestaute Wasser hat die Tendenz, aufgrund der Schwerkraft nach außen hinabzufließen. Doch die Corioliskraft lenkt es seitlich ab, sodass sich eine kreisförmige Strömung einstellt, die sogenannte „geostrophische Strömung“.
Hinzu kommt ein Effekt, den der bedeutende Ozeanograph Henry Stommel in seinem Modell beschrieben hat: die Abhängigkeit der Corioliskraft von der geographischen Breite – sie wird stärker in Richtung der Pole und ist gleich Null am Äquator. Dieser sogenannte β-Effekt sorgt dafür, dass sich die Rückströmung des Wassers nur an der Westseite konzentrieren kann; an den Ostseiten ist die Strömung breiter und schwächer verteilt.
Während das Wasser im Ozeaninneren breit strömt, staut es sich an der Westseite der Ozeanbecken (z. B. vor Nordamerika). Dieser Stau erzeugt einen Druckunterschied: Der Meeresspiegel ist an der Westseite bis zu einem Meter höher als im Osten. Das angestaute Wasser tendiert dazu, den Druckausgleich herzustellen – aber der Coriolis-Effekt lenkt die Ausgleichsströmung ab. Das Wasser fließt also nicht einfach zurück, sondern wird in einen schmalen, intensiven Strom gezwungen (20–100 km breit). Diese „geostrophische Balance“ zwischen Druckkraft und Corioliskraft erklärt, warum westliche Randströmungen so schnell sind (bis 2 m/s) – Westliche Verstärkung wird das genannt (engl. Westward Intensification).
Obwohl die vorherrschenden Winde also aus Westen (oder Nordost) wehen, bewirkt die Kombination aus Corioliskraft und Ekman-Transport, dass sich das Wasser nicht direkt in Windrichtung bewegt, sondern seitlich – und so entsteht eine Zirkulation, die schließlich zur Ausbildung westlicher Randströme führt.
Die Entstehung östlicher Randströmungen wird maßgeblich durch drei Prozesse geprägt: Erstens wirken sie als Rückfluss der subtropischen Gyre und transportieren kühles Wasser äquatorwärts, wodurch sie die ozeanischen Kreisläufe schließen. Zweitens führt der windgetriebene Ekman-Transport an den Ostseiten der Ozeanbecken zu charakteristischem Auftrieb (Upwelling), wie besonders ausgeprägt im Humboldtstrom vor Südamerika. Drittens werden sie durch kontinentale Schelfe kanalisiert, was etwa den Benguelastrom vor Afrika oder den Perustrom vor Südamerika formt.

## Zusammenhang mit Ozeanwirbeln

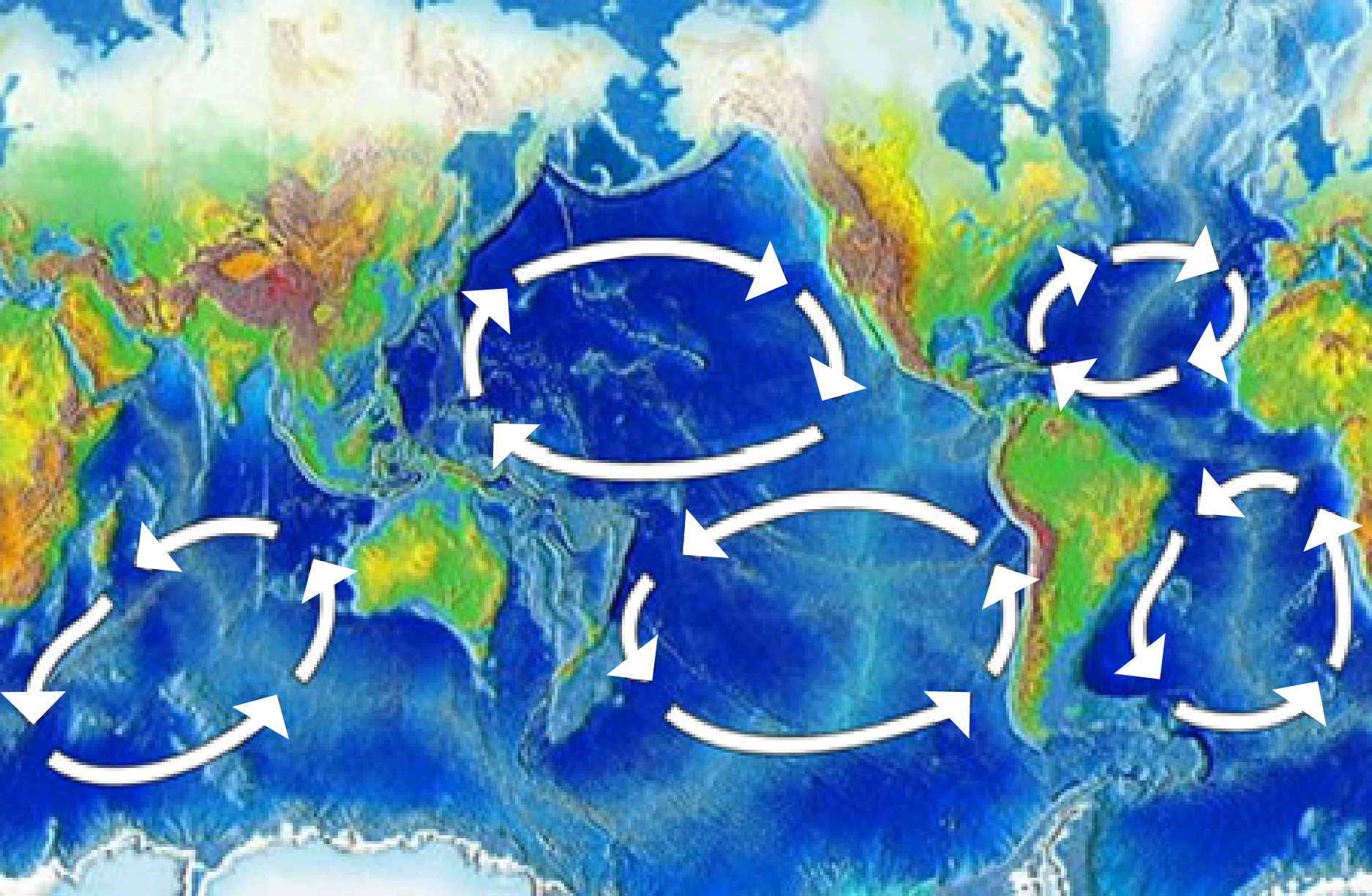
Die fünf großen subtropischen Ozeanwirbel

Randströmungen sind zentrale Bestandteile der sogenannten subtropischen Ozeanwirbel (engl. gyres), die in allen großen Ozeanbecken vorkommen. Diese Wirbel bestehen aus vier Hauptströmungen: zwei West-Ost-Strömungen (Äquatorstrom und Westwinddrift) und zwei Nord-Süd-Randströmungen (eine warme westliche und eine kalte östliche Randströmung). Gemeinsam bilden sie eine geschlossene Zirkulation, angetrieben durch Wind und die Corioliskraft.

## Ökologische Bedeutung
Die östlichen Randströmungen (EBC) spielen eine herausragende Rolle für marine Ökosysteme. Durch das Upwelling gelangt nährstoffreiches Tiefenwasser an die Oberfläche, was zu extrem produktiven Phytoplanktonblüten führt. Diese bilden die Basis für einige der ertragreichsten Fischereigebiete der Welt – etwa vor Peru oder Namibia. Untersuchungen zeigen, dass diese Regionen trotz ihrer geringen Fläche bis zu 20 % der globalen marinen Primärproduktion beisteuern. Gleichzeitig wirken die kühlen Strömungen als natürliche Barrieren für die Verbreitung wärmeliebender Arten und schaffen damit einzigartige biogeographische Muster.

## Klimatologische Bedeutung
Randströmungen beeinflussen das Klima auf mehreren Ebenen: Die westlichen Randströmungen wie der Golfstrom transportieren gewaltige Wärmemengen (bis 1,5 Petawatt, PW, 1,5 Billiarden Watt) polwärts und mildern so das Klima in Regionen wie Nordwesteuropa. Modellstudien belegen, dass ohne diesen Transport die Wintertemperaturen in Nordeuropa um 5–10 °C niedriger lägen. Die östlichen Randströmungen hingegen kühlen die angrenzenden Küstenregionen ab und begünstigen die Bildung von Küstennebeln, wie sie für Kalifornien (z. B. San Francisco) oder Namibia typisch sind. In einigen Regionen fördern kalte östliche Randströmungen besonders die Trockenheit und Bildung von Wüsten (z. B. in Westafrika oder Chile). Zudem spielen sie eine entscheidende Rolle im globalen Kohlenstoffkreislauf – die kalten, aufquellenden Wässer der östlichen Randgebiete gehören zu den effizientesten natürlichen CO₂-Senken der Erde.
Aktuelle Forschungen zeigen, dass Klimaveränderungen diese Systeme beeinflussen: So wurde eine Intensivierung des Upwellings an den östlichen Randströmungen beobachtet, was langfristig die marine Produktivität verändern könnte. Gleichzeitig deuten Modellprojektionen auf eine mögliche Veränderung der westlichen Randströmungen im Zuge der globalen Erwärmung hin, mit potenziell weitreichenden Folgen für das globale Klimasystem. Eine Abschwächung der Atlantischen Meridionalen Umwälzzirkulation (AMOC), von der der Golfstrom ein Teil ist, hätte weitreichende Konsequenzen für das Klima in Europa und darüber hinaus. Während sich die AMOC abschwächen könnte, zeigen Forscher des Alfred-Wegener-Institutes in einer neuen Studie, dass die vom Wind angetriebenen subtropischen Randströmungen bis zum Ende dieses Jahrhunderts nicht nur stärker werden, sondern dass sich ihre Pfade auch Richtung Pol verschieben und damit mehr Wärme und somit Sturmgefahr in die gemäßigten Breiten bringen könnten.